# Холоднородниковское
Холоднородниковское — село в Прикубанском районе Карачаево-Черкесии Российской Федерации. Входит в состав Счастливенского сельского поселения.

## История
В 1964 году указом Президиума Верховного Совета РСФСР хутора Притулинский, Уклеинский, Кравцовский, Иссаевский и Холодный Родник, фактически слившиеся в один населённый пункт, объединены в село Холоднородниковское.

## Население
| 2002 | 2010 | 2021  |
| ---- | ---- | ----- |
| 917  | ↗930 | ↗1038 |

## Улицы
| - ул. Мирная, - ул. Нижняя, - ул. Новая, | - ул. Обзорная, - ул. Родниковская, - ул. Садовая, | - ул. Солнечная, - ул. Тихая, - ул. Шоссейная. |